# Вторые Вурманкасы (Чурачикское сельское поселение)
Вторы́е Вурманкасы́ (чув. Вӑрманкас Чурачӑк) — деревня в Цивильском районе Чувашской Республики. Входит в состав Чурачикского сельского поселения.

## География
Находится в северной части Чувашии на расстоянии приблизительно 13 км на юг-юго-запад по прямой от районного центра города Цивильск на левобережье реки Тюрарка.

## История
Известна с 1897 года, когда здесь, в околотке ныне не существующей деревни Первая Чуратчикова проживало 366 человек. В 1926—102 двора, 434 жителя, 1939—502 жителя, в 1979—249. В 2002 году было 80 дворов, 2010 — 56 домохозяйств. В период коллективизации был образован колхоз «Новая сила», в 2010 действовали ОАО «Броневик», ООО КФХ «Луч».

## Население
Постоянное население составляло 189 человек (чуваши 98%) в 2002 году, 102 в 2010.